# X-27试验机
CL-1200/X-27 枪骑兵是美国洛克希德公司在20世纪60年代开始研制的一款用于出口的轻型战斗机。后来被改为X系列试验机。因为竞标失败和缺乏经费，CL-1200和X-27均以下马而告终。

## 历史
20世纪60年代末，洛克希德公司提出在F-104战斗机的基础上研制一种新型战斗机，以满足越南战争之后对战斗机的新要求。在没有得到经费的情况下，洛克希德公司制造了两架原型机。初期，洛克希德公司希望能用CL-1200竞争美国空军F-X计划（第三代战斗机选型）。但美国空军更中意重型的F-15。随后洛克希德公司又让CL-1200参加国际战斗机（IFA）计划的选型，结果负于诺斯罗普的F-5E。1971年竞争西德空军的防空战斗机选型又败给了F-4E/F。CL-1200得不到发展而被放弃。
在凯利·约翰逊的努力下，美国空军购买了CL-1200的第二架原型机用作试验，并定名为X-27。主要用于为YF-16等下一代轻型战斗机积累数据和经验。此外，一部分实验数据也被用到了F-104的意大利改型F-104S上。美国空军也曾用她进行过M2.6级别的飞行测试。
CL-1200一共建造了两架原型机。
- CL-1200-1:设计较为原始的第一架原型机。
- CL-1200-2（有时也被称为CL-1600）:较为先进的第二架原型机，后来被改装成X-27试验机。

## 设计
X-27/CL-1200设计的初衷是提高飞机的大迎角机动性，并且改善飞机的低空性能。两者沿用了F-104的机身，但X-27将过去的椭圆形进气道改为矩形进气道。机翼改为上单翼，增大了机翼面积。去掉了巨大的T尾翼，换成了传统的低置平尾，希望能够避免大迎角下机翼对水平尾翼的扰动。
CL-1200-1使用的是F-104所用发动机的升级型号通用电气J79涡喷发动机。而被改造成X-27的二号机使用了普拉特·惠特尼公司的TF-30涡扇发动机。如果X-27最终进入美国空军服役的话，他将是世界第一种使用涡扇发动机的单发轻型战斗机。
两架原型机都因为缺少经费没有安装火控和武器系统。

## 衍生型号
- CL-1400和CL-1400N:美国海军型。被F-18取代。
- CL-704 VTOL:短距起降型。被AV-8取代。

## 参数 (CL-1200-2 / X-27)
- 乘员: 1名
- 机长: 17.45/16.2 m
- 翼展: 8.89/8.7 m
- 高度: 5.23/4.9 m
- 机翼面积: 28m²
- 翼型: Bi-convex
- 空重: 8112/7800 kg
- 着陆重量: 11061/16000 kg
- 最大起飞重量: 15900kg
- 动力系统: 1×普拉特·惠特尼TF30-P-100涡轮风扇发动机
  - 推力（不开加力）: 66.7 kN
  - 推力（开加力）: 111.2 kN

- 最大平飞速度: 2720/2330 km/h (M2.57/2.19,11000米高度)
- 爬升率: 300m/s
- 起飞滑跑距离: 440 m
- 着陆滑跑距离: 930 m